# Halicyclops dalmatinus
Halicyclops dalmatinus is een eenoogkreeftjessoort uit de familie van de Halicyclopidae. De wetenschappelijke naam van de soort is voor het eerst geldig gepubliceerd in 1955 door Petkovski.